# I Want Love
I Want Love è un brano composto ed interpretato da Elton John; il testo è opera di Bernie Taupin.

## Il brano
Si tratta del primo singolo estratto dall'album Songs from the West Coast (dichiarato ritorno musicale alle origini della carriera di Elton e al periodo degli anni Settanta); brano di stampo piano rock prodotto da Patrick Leonard, mette in evidenza la chitarra acustica di Bruce Gaitsch, pur essendo strutturalmente basata sul pianoforte di Elton. Billy Preston è presente all'organo elettrico, mentre Davey Johnstone si cimenta alla chitarra elettrica. Paul Bushnell suona il basso; un altro musicista è lo storico batterista Nigel Olsson. Jay Bellerose è presente alle percussioni; i cori, infine, sono opera di Kudisan Kai e dei già citati Nigel Olsson, Davey Johnstone e Paul Bushnell. Il titolo del testo di Bernie significa letteralmente Voglio l'amore.
Particolarmente curioso risulta il videoclip del brano: Elton non è presente, e a cantare, in playback e in un famoso palazzo (Greystone Mansion) di Beverly Hills, è l'attore Robert Downey Jr.. A detta di Elton, il video costituisce un'opera d'arte; ecco come lo definisce:
I Want Love costituisce una delle hit più recenti di Elton John: pubblicata nel 2001 (solo promo negli Stati Uniti), ottenne una nomination al Grammy. Conseguì inoltre una #9 nel Regno Unito e una #6 nella classifica statunitense della musica Adult contemporary. La canzone è stata inserita anche nella raccolta del 2007 Rocket Man: The Definitive Hits.

## I singoli
Singolo in CD (UK, promo)
1. "I Want Love" (Radio Edit) - 3:50
2. "I Want Love" - 4:35

Singolo in CD (UK, con incluso il videoclip di I Want Love)
1. "I Want Love" - 4:37
2. "The North Star" - 5:31
3. "Tiny Dancer" (live) - 6:37

Singolo in CD (UK)
1. "I Want Love" - 4:37
2. "God Never Came Here" - 3:51
3. "The One" (live) - 6:18

Singolo in CD (USA, promo)
1. "I Want Love" (Radio Edit) - 3:50
2. "I Want Love" - 4:35